# Cheiridium somalicum
Espèce
Cheiridium somalicum est une espèce de pseudoscorpions de la famille des Cheiridiidae.

## Distribution
Cette espèce est endémique de Somalie. Elle se rencontre vers Sar Uanle.

## Étymologie
Son nom d'espèce lui a été donné en référence au lieu de sa découverte, la Somalie.

## Publication originale
- Mahnert, 1984 : Forschungen an der Somalilandküste. Am Strand und auf den Dünen bei Sar Uanle. 36. Pseudoscorpiones (Arachnida). Monitore Zoologico Italiano, n.s., Supplemento, vol. 19, p. 43-66.